# Fußball-Europameisterschaft der Frauen 2009/England
Dieser Artikel behandelt die englische Fußballnationalmannschaft der Frauen bei der Europameisterschaft 2009 in Finnland.

## Qualifikation
England wurde für die Qualifikation in die Gruppe 1 gelost und traf auf Nordirland, Spanien, Tschechien und Belarus. Mit sechs Siegen und zwei Unentschieden qualifizierten sich die Engländerinnen als Gruppensieger für die Endrunde.
In den Play-off-Spielen scheiterten die Spanierinnen an den Niederlanden und die Tschechinnen an Russland.

### Tabelle
| Pl. | Land       | Sp. | S | U | N | Tore    | Diff. | Punkte |
| --- | ---------- | --- | - | - | - | ------- | ----- | ------ |
| 1.  | England    | 8   | 6 | 2 | 0 | 024:400 | +20   | 20     |
| 2.  | Spanien    | 8   | 5 | 2 | 1 | 024:700 | +17   | 17     |
| 3.  | Tschechien | 8   | 4 | 2 | 2 | 018:140 | +4    | 14     |
| 4.  | Belarus    | 8   | 1 | 1 | 6 | 010:270 | −17   | 04     |
| 5.  | Nordirland | 8   | 0 | 1 | 7 | 002:260 | −24   | 01     |

### Spiele
| Datum      | Spielort   | Gegner     | Ergebnis  | Torschützen |
| ---------- | ---------- | ---------- | --------- | --- |
| 13.05.2007 | Gillingham | Nordirland | 4:0 (0:0) | 1:0 Smith (52.), 2:0 Harkin (66. Eigentor), 3:0 Chapman (73.), 4:0 Sanderson (77.)                                                   |
| 27.10.2007 | Walsall    | Belarus    | 4:0 (2:0) | 1:0 Scott (10.), 2:0 Smith (32.), 3:0 Aluko (48.), 4:0 Scott (64.)                                                                   |
| 25.11.2007 | Shrewsbury | Spanien    | 1:0 (0:0) | 1:0 Carney (64.) |
| 06.03.2008 | Lurgan     | Nordirland | 0:2 (0:1) | 0:1 Williams (19.), 0:2 White (84.)                                                                                                  |
| 20.03.2008 | Doncaster  | Tschechien | 0:0       | |
| 08.05.2008 | Minsk      | Belarus    | 1:6 (1:4) | 0:1 Scott (1.), 0:2 Williams (7.), 0:3 Williams (25.), 1:3 Ryzhevich (30.), 1:4 Sanderson (44.), 1:5 Williams (87.), 1:6 White (90.) |
| 28.09.2008 | Prag       | Tschechien | 1:5 (1:0) | 1:0 Došková (28.), 1:1 Westwood (61.), 1:2 Smith (79.), 1:3 Carney (81.), 1:4 Scott (83.), 1:5 Smith (86.)                           |
| 02.10.2008 | Zamora     | Spanien    | 2:2 (2:0) | 1:0 Verónica Boquete (8.), 2:0 Bermudez Tribano (42.), 2:1 Carney (54.), 2:2 Smith (76.)                                             |

Grün unterlegte Ergebnisse kennzeichnen Siege, gelb unterlegte Unentschieden.

## Kader
Trainerin Hope Powell nominierte am 4. August 2009 ihren Kader.
| Nummer     | Name                | Verein vor EM-Beginn | Geburtstag | Sp.      | Tor      |          |          |          |
| Torhüter   | Torhüter            | Torhüter             | Torhüter   | Torhüter | Torhüter | Torhüter | Torhüter | Torhüter |
| ---------- | ------------------- | -------------------- | ---------- | -------- | -------- | -------- | -------- | -------- |
| 22         | Karen Bardsley      | Sky Blue FC          | 14.10.1984 | 0        | 0        | 0        | 0        | 0        |
| 1          | Rachel Brown        | Everton LFC          | 02.07.1980 | 6        | 0        | 0        | 0        | 0        |
| 13         | Siobhan Chamberlain | Chelsea LFC          | 15.08.1983 | 0        | 0        | 0        | 0        | 0        |
| Abwehr     |                     |                      |            |          |          |          |          |          |
| 6          | Anita Asante        | Sky Blue FC          | 27.04.1985 | 4        | 0        | 0        | 0        | 0        |
| 19         | Laura Bassett       | Arsenal LFC          | 02.08.1983 | 1        | 0        | 0        | 0        | 0        |
| 5          | Lindsay Johnson     | Everton LFC          | 08.05.1980 | 4        | 0        | 0        | 0        | 0        |
| 2          | Alex Scott          | Boston Breakers      | 14.10.1984 | 5        | 0        | 0        | 0        | 0        |
| 3          | Casey Stoney        | Chelsea LFC          | 13.05.1982 | 5        | 0        | 2        | 0        | 1        |
| 15         | Rachel Unitt        | Everton LFC          | 05.05.1982 | 2        | 0        | 0        | 0        | 0        |
| 14         | Faye White          | Arsenal LFC          | 02.02.1978 | 5        | 1        | 0        | 0        | 0        |
| Mittelfeld |                     |                      |            |          |          |          |          |          |
| 20         | Danielle Buet       | Chelsea LFC          | 31.10.1988 | 0        | 0        | 0        | 0        | 0        |
| 8          | Katie Chapman       | Arsenal LFC          | 15.06.1982 | 6        | 0        | 0        | 0        | 0        |
| 12         | Jill Scott          | Everton LFC          | 02.02.1987 | 4        | 1        | 0        | 0        | 0        |
| 10         | Kelly Smith         | Boston Breakers      | 29.10.1978 | 6        | 3        | 0        | 0        | 0        |
| 18         | Emily Westwood      | Everton LFC          | 05.04.1984 | 2        | 0        | 0        | 0        | 0        |
| 4          | Fara Williams       | Everton LFC          | 25.01.1984 | 6        | 2        | 1        | 0        | 0        |
| Angriff    |                     |                      |            |          |          |          |          |          |
| 9          | Eniola Aluko        | St. Louis Athletica  | 21.02.1987 | 6        | 3        | 0        | 0        | 0        |
| 7          | Karen Carney        | Chicago Red Stars    | 01.08.1987 | 6        | 2        | 0        | 0        | 0        |
| 21         | Jessica Clarke      | Leeds Carnegie LFC   | 05.05.1989 | 3        | 0        | 0        | 0        | 0        |
| 16         | Jody Handley        | Everton LFC          | 12.03.1979 | 0        | 0        | 0        | 0        | 0        |
| 17         | Lianne Sanderson    | Chelsea LFC          | 03.02.1988 | 3        | 0        | 0        | 0        | 0        |
| 11         | Sue Smith           | Leeds Carnegie LFC   | 24.11.1979 | 5        | 0        | 0        | 0        | 0        |
| Trainerin  |                     |                      |            |          |          |          |          |          |
|            | Hope Powell         |                      | 08.12.1966 |          |          |          |          |          |

## Spiele

### Vorrunde
England traf in der Vorrundengruppe C auf Italien, Russland und Schweden. Mit einem Sieg, einem Unentschieden und einer Niederlage wurde England Gruppendritter.
| Pl. | Land     | Sp. | S | U | N | Tore    | Diff. | Punkte |
| --- | -------- | --- | - | - | - | ------- | ----- | ------ |
| 1.  | Schweden | 3   | 2 | 1 | 0 | 006:100 | +5    | 07     |
| 2.  | Italien  | 3   | 2 | 0 | 1 | 004:300 | +1    | 06     |
| 3.  | England  | 3   | 1 | 1 | 1 | 005:500 | ±0    | 04     |
| 4.  | Russland | 3   | 0 | 0 | 3 | 002:800 | −6    | 0      |

|                                                                     |   |          |           |
| Dienstag, 25. August 2009 um 17:30 Uhr* in Lahti                    |   |          |           |
| England                                                             | – | Italien  | 1:2 (1:0) |
| Freitag, 28. August 2009 um 20:00 Uhr* in Helsinki (Fußballstadion) |   |          |           |
| England                                                             | – | Russland | 3:2 (3:2) |
| Montag, 31. August 2009 um 19:00 Uhr* in Turku                      |   |          |           |
| Schweden                                                            | – | England  | 1:1 (1:1) |

* Ortszeit (MESZ+1)

### Viertelfinale
|                                                      |   |         |           |
| Donnerstag, 3. September 2009 um 16:00 Uhr* in Turku |   |         |           |
| Finnland                                             | – | England | 2:3 (0:1) |

### Halbfinale
|                                                     |   |             |                      |
| Sonntag, 6. September 2009 um 19:00 Uhr* in Tampere |   |             |                      |
| England                                             | – | Niederlande | 2:1 n. V. (1:1, 0:0) |

### Finale
| England                                                                 | England | Deutschland | Deutschland |
| ----------------------------------------------------------------------- | --- | --- | ----------- |
| England                                                                 | \| 10. September 2009 um 19:00 Uhr (Ortszeit) in Helsinki (Olympiastadion) \| \| Ergebnis: 2:6 (1:2) \| \| Zuschauer: 15.877[4] \| \| Schiedsrichterin: Dagmar Damková ( Tschechien) \|                                        | \| 10. September 2009 um 19:00 Uhr (Ortszeit) in Helsinki (Olympiastadion) \| \| Ergebnis: 2:6 (1:2) \| \| Zuschauer: 15.877[4] \| \| Schiedsrichterin: Dagmar Damková ( Tschechien) \|                                                                    | Deutschland |
| England                                                                 | Rachel Brown – Alex Scott, Faye White , Anita Asante, Casey Stoney – Katie Chapman (86. Emily Westwood), Jill Scott, Karen Carney, Eniola Aluko (81. Lianne Sanderson) – Fara Williams, Kelly Smith Cheftrainerin: Hope Powell | Nadine Angerer – Linda Bresonik, Annike Krahn, Saskia Bartusiak, Babett Peter – Kim Kulig, Simone Laudehr, Kerstin Garefrekes (83. Fatmire Bajramaj), Melanie Behringer (60. Célia Okoyino da Mbabi) – Birgit Prinz , Inka Grings Cheftrainer: Silvia Neid | Deutschland |
| England                                                                 | 1:2 Karen Carney (24.) 2:3 Kelly Smith (55.) | 0:1 Birgit Prinz (20.) 0:2 Melanie Behringer (22.) 1:3 Kim Kulig (51.) 2:4 Inka Grings (62.) 2:5 Inka Grings (73.) 2:6 Birgit Prinz (76.) | Deutschland |
| England                                                                 | Casey Stoney | | Deutschland |
| England                                                                 | Spieler des Spiels: Inka Grings | | Deutschland |
| 10. September 2009 um 19:00 Uhr (Ortszeit) in Helsinki (Olympiastadion) | | |             |
| Ergebnis: 2:6 (1:2)                                                     | | |             |
| Zuschauer: 15.877                                                       | | |             |
| Schiedsrichterin: Dagmar Damková ( Tschechien)                          | | |             |